# Kloedenellidae
De Kloedenellidae zijn een familie van uitgestorven kreeftachtigen uit de klasse van de Ostracoda (mosselkreeftjes).

## Geslachten
- Eoevlanella Polenova, 1974 †
- Eukloedenella Ulrich & Bassler, 1923 †
- Evlanella Egorov, 1950 †
- Kloedenella Ulrich & Bassler, 1908 †
- Nyhamnella Adamczak, 1966 †
- Poloniella Guerich, 1896 †
- Uchtovia Egorov, 1950 †